# Henri Basnage de Beauval
Pour les articles homonymes, voir Henri Basnage, Basnage et Beauval.
Henri Basnage de Beauval, né le 7 août 1656 à Rouen et mort en avril 1710 à La Haye, est un avocat, responsable de périodique savant, controversiste et lexicographe français. Il est connu pour ses réflexions sur la tolérance en matière de religion, mais aussi pour avoir dirigé le journal intitulé l'Histoire des ouvrages des sçavans et pour avoir repris en le complétant le dictionnaire de Furetière.

## Biographie
Henri Basnage de Beauval naît à Rouen dans une famille protestante de la noblesse de robe. Il est le fils de l’avocat et jurisconsulte Henri Basnage de Franquesnay, et le frère du pasteur et théologien protestant Jacques Basnage.
Il étudie le droit très probablement à l'Université de Caen avant de terminer sa formation à Valence. Il est reçu avocat au Parlement de Rouen en 1676 et devient docteur en droit en 1678. En mai 1694, il est reçu avocat au Barreau de Hollande.
Le 2 mars 1685, il épouse Marie Amsinck, jeune femme issue d'une famille d'origine néerlandaise installée à Rouen depuis plusieurs décennies.
Comme tous ses coreligionnaires, Basnage de Beauval est témoin et victime des persécutions à l'encontre de sa confession : fermeture du temple de Quevilly en juin 1685 (temple dans lequel exerçait son frère Jacques), Révocation de l’édit de Nantes et arrivée des dragons à Rouen en octobre, interdiction aux avocats de la R.P.R d'exercer leurs fonctions en novembre.
À partir de l'été 1687, sa famille et lui quittent la France pour le Refuge huguenot, dans la ville hollandaise de Rotterdam. En 1690, Basnage de Beauval s'installe à La Haye et il y demeure jusqu'à sa mort en 1709.
En Hollande, il mène des activités d'éditorialiste, de lexicographe mais aussi de controversiste lors des querelles qui l'opposent aux jésuites de Trévoux ou encore au pasteur Pierre Jurieu.

## La tolérance selon Basnage
Henri Basnage de Beauval publie à Rotterdam, en 1684 donc peu avant la révocation de l'édit de Nantes et alors qu'il habite encore à Rouen, un ouvrage intitulé Tolérance des religions, chez l'éditeur Henri de Græf. Il s'adresse à « un public composé de lettrés aussi bien réformés que catholiques, et qui sont au fait des débats théologiques ou politiques de leur temps ». Dans ce texte, il défend la tolérance civile sur le modèle de l'édit de Nantes, développant notamment un argument original, celui de "l'émulation positive des religions concurrentes".
Après l'édit de Fontainebleau et son arrivée au Refuge, Basnage de Beauval continue de s'interroger sur la question de la tolérance en particulier à travers deux textes publiés anonymement dans son Histoire des ouvrages des sçavans et intitulés respectivement "Lettre sur la tolérance civile" (janvier 1692) et "Lettre en forme de reponse au livre de Mr. Papin, intitulé : La Tolerance des protestans, & l'autorité de l'Eglise" (janvier 1693). Il défend aussi la tolérance civile des religions dans certains des libelles qu'il écrit contre Pierre Jurieu, dans les comptes rendus d'ouvrages sur la tolérance écrits par d'autres auteurs qu'il propose dans son périodique et dans sa révision de certaines entrées du Dictionnaire universel d'Antoine Furetière.

## Un acteur de la République des Lettres
À partir de son arrivée en Hollande en 1687, Basnage de Beauval devient membre de la République des Lettres pour plusieurs raisons.
Il développe autour de lui un réseau de sociabilités savantes grâce à ses correspondances épistolaires, à sa participation à des cercles savants (la "Société des personnes choisies" à Rotterdam et "La Féauté" à La Haye) et à ses liens avec des académies scientifiques réputées dans toute la République des Lettres (la Royal Society de Londres, l'Académie royale des sciences de Paris et l'Académie des sciences de Berlin).
Il adopte la posture d'intermédiaire entre plusieurs savants, et participe à la diffusion du savoir notamment grâce à la publication de son Histoire des ouvrages des sçavans, périodique mensuel puis trimestriel publié jusqu'en juin 1709 et qui consiste principalement en un recueil de comptes rendus des derniers ouvrages publiés dans la République des Lettres. C'est Pierre Bayle, l'ami et mentor de Basnage de Beauval (qu'il rencontre probablement par l'intermédiaire de Jacques Basnage, un des principaux amis de Bayle) qui lui propose de prendre la suite de ses Nouvelles de la république des lettres à travers un nouveau périodique.
Basnage de Beauval est aussi un producteur et reproducteur de savoir. Il participe par exemple  à la diffusion du savoir juridique au sein de la République des Lettres puisque, les dernières années de sa vie, il réédite les œuvres de son père le jurisconsulte Henri Basnage de Franquesnay. Il joue aussi un rôle important dans la lexicographie contemporaine.

## Basnage de Beauval lexicographe
Basnage reprend le Dictionnaire universel d'Antoine Furetière et en donne une édition considérablement augmentée en 1701. Sa révision est souvent considérée comme l’« édition protestante du Furetière » car lors de sa parution, Basnage de Beauval est accusé par les jésuites des Mémoires de Trévoux de répandre « le venin de l’hérésie » en introduisant des éléments de foi protestante dans divers articles. Cette "protestantisation" du Furetière doit cependant être nuancée, d'autant que la religion est loin d'être le seul domaine du savoir à subir d'importantes transformations entre 1690 (date de l'édition originale du Dictionnaire universel) et 1701. Malgré la réplique de Basnage de Beauval contre les jésuites trévoltiens dans le Journal des sçavans, ces derniers publient rapidement une édition expurgée du Dictionnaire universel communément appelé le Dictionnaire de Trévoux et qui contribue à faire oublier le travail lexicographique de Basnage.
L’influence de Basnage sur le dictionnaire sera néanmoins durable dans la mesure où son travail lexicographique a réorienté l’approche épistémologique du Furetière en donnant une orientation descriptive à une perspective initialement normative. Basnage de Beauval est aussi le premier auteur de dictionnaire encyclopédique à faire appel à au moins un spécialiste, le Dr Pierre Régis, pour rédiger des articles relatifs à des domaines particuliers du savoir, en l'occurrence les sciences naturelles. Le Dictionnaire universel connait ensuite diverses rééditions avant d’être lui-même repris et augmenté par Jean-Baptiste Brutel de la Rivière en 1727 à La Haye.

## Basnage de Beauval et la controverse religieuse
Henri Basnage de Beauval est aussi un controversiste protestant qui défend sa confession face aux théologiens catholiques en particulier dans certains comptes rendus de l'Histoire des ouvrages des sçavans dans lequel il s'en prend, par exemple, à Bossuet ou à certains auteurs jansénistes.
Face au jésuites de Trévoux, il nie avoir fait du Dictionnaire de Furetière un dictionnaire protestant, expliquant avoir simplement rendu plus neutres les entrées de l'édition originale qu'il jugeait trop ouvertement favorable au catholicisme.
Basnage de Beauval prend aussi la plume pour défendre ses conceptions religieuses au sein même de sa confession, s'opposant en particulier au pasteur Pierre Jurieu. En effet, entre 1690 et 1694, les deux hommes s'affrontent par le biais de pamphlets mais aussi lors de séances devant plusieurs consistoires et synodes des Églises wallonnes aux Provinces-Unies.

## Les œuvres d'Henri Basnage de Beauval

### Traité, requête, périodique, articles et rééditions
- Tolérance des religions [1684], édition scientifique d'Élisabeth Labrousse, New York ; Londres, Johnson Reprint Corp, 1970.
- Histoire des ouvrages des savans. Volumes 1-24. (Tout ce qui a paru). (septembre 1687 - juin 1709), Genève, Slatkine Reprints, 1969.
- "Lettre sur la tolérance civile", publiée dans l'Histoire des ouvrages des savans, janvier 1692, article XI, p. 227-242.
- "Lettre en forme de reponse au livre de Mr. Papin, intitulé : La Tolerance des protestans, & l'autorité de l'Eglise", publiée dans l'Histoire des ouvrages des savans, janvier 1693, article VII, p. 200-220.
- Requête Présentée au Roi de France par les Protestans qui sont dans son Royaume, que l'on a contraints ci-devant d'embrasser la Religion romaine, s. l., imprimé le 3 septembre 1697. Texte anonyme mais attribué à Basnage de Beauval et Jacques Muisson.
- Dictionnaire universel d’Antoine Furetière, corrigé et augmenté par Henri Basnage de Beauval,  édition de 1701 en ligne. rééd. par Jean-Baptiste Brutel de la Rivière. La Haye, 1727 ; Hildesheim, New York, Georg Olms, 1972.
- Les oeuvres de maître Henri Basnage ecuier, seigneur de Franquesnei, avocat au Parlement, contenant ses commentaires sur la coutume de Normandie et son traité des hipotheques, 3e édition, revue, corrigée & augmentée par Henri Basnage de Beauval, Rouen, chez Maurry, 1709.

### Pamphlets contre Pierre Jurieu
Pour ces différents textes, Basnage de Beauval ne signe pas toujours : certains sont anonymes ou écrits sous un pseudonyme (par exemple "Le Fevre").
- Réponse de M. *** Ministre A une Lettre écrite par un Catholique Romain, sur le sujet des P. Prophetes du Dauphiné et du Vivarets, s. l., 30 mai 1689. (texte probablement écrit par Basnage de Beauval et Philippe Legendre)
- « Quatre Avertissemens aux Protestans sur les Lettres du Ministre Jurieu... par Bossuet », dans Histoire des ouvrages des savans, Rotterdam, Reinier Leers, mai 1690, article XIII, p. 387-407.
- Réponse de l'Auteur de l'Histoire des Ouvrages des Sçavants à l'Avis de Mr. Jurieu Auteur des Lettres Pastorales, Rotterdam, Reinier Leers, [mai-juillet] 1690.
- "Critique ou Examen des Prejugez de Mr. Jurieu contre l’Eglise Romaine, & de la suite de l’Accomplissement des Propheties. par Mr. l’Abbé Richard", Histoire des ouvrages des savans, Rotterdam, Reinier Leers, juillet 1690, article IX, p. 494-506.
- Lettre d’un Intolérant à un Théologien intolérant aussi, Irénopole, 1690.
- A Messieurs les Ministres et Anciens qui Composent le Synode assemblé à Leide le 2 de May 1691, [La Haye, Van Bulderen], 1691.
- Lettre sur les differends de M. Jurieu & de M. Bayle, s. l., juillet 1691.
- Copie d’une lettre écrite à M. S*** touchant l’auteur des « Remarque générale sur la ‘’Cabale chimérique’’ », s. l., [juillet-août] 1691.
- Réponse à l'Apologie de M. Jurieu, s. l., [juillet-août] 1691.
- Examen de la Doctrine de Mr. Jurieu Pour servir de réponse à un Libelle intitulé Seconde Apologie de Mr. Jurieu, [La Haye], [avril] 1692.
- « Bossuet [...] L’Antiquité éclaircie sur l’immuabilité de l’Etre divin [...] contre le tableau de Mr. Jurieu », dans Histoire des ouvrages des savans, Rotterdam, Reinier Leers, mai 1692, article IX, p. 391-417.
- « [Jean de la Placette] Nouveaux essais de morale [...] », Histoire des ouvrages des savans, Rotterdam, Reinier Leers, janvier 1694, article VIII, p. 207-219.
- Considérations sur deux sermons de M. Jurieu touchant l'amour du prochain, où l'on traite incidemment cette question curieuse : S'il faut haïr M. Jurieu, [La Haye], 1694.
- Mr. Jurieu convaincu de calomnie & d'imposture, [La Haye], 1694.
- Lettre des fidèles de France à Mr. Jurieu touchant sa XXII Lettre Pastorale, Paris, veuve G. Roland, 21 novembre 1694. (sous le pseudonyme de "Le Fevre").